# باسكال سياكام
باسكال سياكام (بالفرنسية: Pascal Siakam)‏ مواليد 2 أبريل 1994 في دوالا، هو لاعب كرة سلة كاميروني. بدأ مسيرته الاحترافية في سنة 2016. تم اختياره من قبل فريق تورونتو رابتورز خلال الدرافت. يلعب مع تورونتو رابتورز في الرابطة الوطنية لكرة السلة. يحمل الرقم 43. يبلغ طوله 6 قدم 9 بوصة (2.1 م).

## إحصائيات المسيرة

### الموسم الاعتيادي
| السنة   | الفريق          | لعب | بدأ | دقيقة | ميداني% | ثلاثية | حرة  | ارتداد | صنع | استلاب | تصدي | نقطة |
| ------- | --------------- | --- | --- | ----- | ------- | ------ | ---- | ------ | --- | ------ | ---- | ---- |
| 2016–17 | تورونتو رابتورز | 55  | 38  | 15.6  | .502    | .143   | .688 | 3.4    | .3  | .5     | .8   | 4.2  |
| المسيرة | المسيرة         | 55  | 38  | 15.6  | .502    | .143   | .688 | 3.4    | .3  | .5     | .8   | 4.2  |

### الأدوار الإقصائية
| السنة   | الفريق          | لعب | بدأ | دقيقة | ميداني% | ثلاثية | حرة  | ارتداد | صنع | استلاب | تصدي | نقطة |
| ------- | --------------- | --- | --- | ----- | ------- | ------ | ---- | ------ | --- | ------ | ---- | ---- |
| 2017    | تورونتو رابتورز | 2   | 0   | 5.0   | .000    | .000   | .000 | 1.5    | .5  | .5     | .0   | .0   |
| المسيرة | المسيرة         | 2   | 0   | 5.0   | .000    | .000   | .000 | 1.5    | .5  | .5     | .0   | .0   |

## روابط خارجية
- باسكال سياكام على موقع إن بي أي (الإنجليزية)
- باسكال سياكام على موقع سبورتس رفرنس (الإنجليزية)
- باسكال سياكام على موقع كرة السلة الأوروبية.كوم (الإنجليزية)
- باسكال سياكام على موقع DraftExpress.com (الإنجليزية)
- باسكال سياكام على موقع إي إس بي إن.كوم (الإنجليزية)
- باسكال سياكام على موقع كلية كرة السلة في سبورتس رفرنس.كوم (الإنجليزية)
- باسكال سياكام على موقع ريلجم (الإنجليزية)
- باسكال سياكام على موقع بروبوليرز (الإنجليزية)
- باسكال سياكام على موقع سبورتس رفرنس (الإنجليزية)